# Châtillon, Allier

Châtillon este o comună în departamentul Allier din centrul Franței. În 1 ianuarie 2022 avea o populație de 313 de locuitori.